# Belgijska revolucija
Belgijska revolucija ( francosko Révolution belge, nizozemsko Belgische Revolutie/opstand/omwenteling) je bil konflikt, ki je privedel do odcepitve južnih provinc (predvsem nekdanje Južne Nizozemske) od Združenega kraljestva Nizozemske in ustanovitve neodvisne Kraljevine Belgije .
Prebivalci juga so bili predvsem Flamci in Valonci. Obe ljudstvi sta bili tradicionalno rimskokatoliški v nasprotju s protestantsko prevladujočim (nizozemskim reformiranim) prebivalstvom na severu. Mnogi odkriti liberalci so menili, da je vladavina kralja Viljema I. despotska. Med delavskimi razredi je bila visoka stopnja brezposelnosti in industrijskih nemirov.
25. avgusta 1830 so v Bruslju izbruhnili nemiri in trgovine so bile izropane. Gledalci, ki so si ogledali nacionalistično opero La muette de Portici, so se pridružili množici. Sledile so vstaje drugod po državi. Tovarne so bile okupirane in stroji uničeni. Red je bil ponovno vzpostavljen kmalu po tem, ko je Viljem poslal vojake v južne province, vendar so se nemiri nadaljevali in vodstvo so prevzeli radikalci, ki so začeli govoriti o odcepitvi.
Nizozemske enote so opazile množično dezerterstvo nabornikov iz južnih provinc in se umaknile. Generalni stanovi v Bruslju so glasovali za odcepitev in razglasili neodvisnost. Nato je bil sestavljen nacionalni kongres. Kralj Viljem se je vzdržal prihodnjih vojaških akcij in se obrnil na velike sile. Londonska konferenca velikih evropskih sil leta 1830  velikih sil leta 1830, ki je sledila, je priznala neodvisnost Belgije. Po postavitvi Leopolda I. za "belgijskega kralja" leta 1831 je kralj Viljem z zamudo poskušal ponovno osvojiti Belgijo in obnoviti svoj položaj z vojaškim pohodom. Ta " desetdnevni pohod " je propadel zaradi francoske vojaške intervencije. Nizozemci so sprejeli sklep londonske konference in belgijsko neodvisnost leta 1839 s podpisom londonske pogodbe.

## Združeno kraljestvo Nizozemske
Po porazu Napoleona v bitki pri Waterlooju leta 1815 je Dunajski kongres ustanovil kraljestvo za rodbino Orange-Nassau in tako združil Združene nizozemske province z nekdanjo Avstrijsko Nizozemsko, da bi ustvaril močno tamponsko državo severno od Francije. S temi novimi provincami je Nizozemska postala sila v vzponu. Združeno kraljestvo vztrajalo, da v njihovi posesti ostane nekdanji nizozemski Cejlon in Kapska kolonija, ki ju je zaseglo, ko je Nizozemski vladal Napoleon.  Zato so novi Kraljevini Nizozemski izgubo nadomestili s temi južnimi provincami (sodobna Belgija).

## Vzroki revolucije
Do revolucije je prišlo zaradi kombinacije dejavnikov, med katerimi je bil glavni razlika v veri (katoliška v današnji Belgiji, protestantska v današnji Nizozemski) in splošno pomanjkanje avtonomije, podeljene jugu.
Drugi pomembni dejavniki so
- Premajhna zastopanost današnjih Belgijcev v generalni skupščini (62 % prebivalstva za 50 % sedežev) [5]
- Večina institucij je imela sedež na severu, javna bremena pa so bila neenakomerno porazdeljena. Samo en minister od štirih je bil Belgijec. V upravi je bilo štirikrat več Nizozemcev kot Belgijcev.[6] Prišlo je do splošne prevlade Nizozemcev nad gospodarskimi, političnimi in družbenimi institucijami kraljestva ;
- Javni dolg severa (višji od južnega) je moral podpirati tudi jug.[6] Prvotni dolgovi so bili na začetku 1,25 milijarde guldnov za Združene province in le 100 milijonov za jug.
- Delovanje Viljema I. na področju izobraževanja (gradnja šol, nadzor usposobljenosti učiteljev in ustanavljanje novih ustanov, ustanovitev treh državnih univerz) ga je postavilo pod popoln nadzor države, kar ni bilo všeč katoliškemu mnenju. [7]
- Kontingent, ki je bil Belgiji naložen z novačenjem miličnikov, je bil sorazmerno visok, medtem ko je bil delež Belgijcev med častniki nizek, visoko osebje pa so večinoma sestavljali nekdanji častniki francoske ali britanske vojske. Samo en častnik od šestih bi bil z juga. [8] Večini belgijskih vojakov so zato poveljevali častniki, ki niso bili iz južne Nizozemske. Poleg tega je nizozemski jezik leta 1823/24 postal edini jezik vojske Kraljevine Združene Nizozemske, kar je bila dodatna zamera s strani frankofonskih elit in Valoncev, ki so govorili romanska narečja.
- Belgijski intelektualci so menili, da je nezadovoljiva uporaba svobode tiska in svobode zbiranja način za nadzor juga s strani severa.
- Belgijski trgovci in industrialci so se pritoževali nad politiko proste trgovine, ki se je izvajala od leta 1827 naprej. Zaradi ločitve Francije je industrija juga izgubila velik del svojega prometa. Po drugi strani pa je kolonija Vzhodne Indije doživljala dolgo obdobje upora in britanski izdelki so konkurirali belgijski proizvodnji. S koncem celinske blokade so na celino vdrli poceni britanski proizvodi, ki jih je cenil sever, še vedno pretežno kmetijski, vendar so izključevali proizvodnjo juga.
- Z jezikovno reformo leta 1823 naj bi nizozemščina postala uradni jezik v flamskih provincah. Ta reforma je naletela na močno nasprotovanje višjih slojev, ki so bili takrat večinoma francosko govoreči, ne glede na to, ali so prihajali iz Flandrije ali Valonije,[9] pa tudi samih flamsko govorečih, ki takrat niso govorili standardne nizozemščine, ampak lastna narečja. 4. junija 1830 je bila ta reforma odpravljena.[10]
- Konservativci na severu Nizozemske so si prizadevali, da bi bili v vlado imenovani le privrženci nekdanje (protestantske) državne cerkve, medtem ko so belgijski konservativci želeli ponovno uveljaviti katolicizem kot državno vero v Belgiji. Soobstoj dveh državnih religij v celotnem kraljestvu je bil za obe strani nesprejemljiv. Do leta 1821 je vlada izkoriščala nasprotovanje katoličanov temeljnemu zakonu, da je ohranila protestantski značaj državnega aparata z imenovanjem javnih uslužbencev. Sam Viljem I. je bil zagovornik nemške luteranske tradicije, po kateri je vladar glava cerkve. Želel je nasprotovati papeževi avtoriteti nad katoliško cerkvijo . Želel je vplivati na imenovanje škofov.[11]

## "Noč v operi"
Katoliški prebivalci so z navdušenjem spremljali razvoj julijske revolucije v Franciji, o podrobnostih katere so hitro poročali časopisi. 25. avgusta 1830 je v gledališču Théâtre Royal de la Monnaie v Bruslju sledila vstaja, ki je sledila posebni predstavi v čast rojstnega dne Viljema I. La Muette de Portici (Nemo dekle iz Porticija) Daniela Auberja, sentimentalne in domoljubne operne predstave  proti Masaniellovemu uporu proti španskim gospodarjem Neaplja v 17. stoletju. Po duetu, "Amour sacré de la patrie", (Sveta ljubezen do domovine) z Adolphejem Nourritom v tenorski vlogi, je veliko gledalcev zapustilo gledališče in se pridružilo nemirom, ki so se že začeli. Množica se je zlila na ulice in vzklikala domoljubna gesla. Pretepi in nasilje so se nadaljevali več dni, protestniki pa so zavzeli ključne točke v mestu, vključno s Parc de Bruxelles in Palais de Bruxelles. Belgijski uporniki so se začeli organizirati in utrjevati svoje položaje v pripravah na nadaljnje spopade z nizozemskimi silami. Naslednje dni je prišlo do eksplozije obupanega in ogorčenega proletariata Bruslja, ki se je zbral okoli novoustvarjene zastave gibanja za neodvisnost Bruslja, ki je bila med uličnim bojem pritrjena na zastavo z vezalkami in uporabljena za vodenje protinapada proti silam princa Viljema. 
Viljem I. je poslal svoja dva sinova, prestolonaslednika Viljema in princa Friderika, da zadušita nemire. Viljema so bruseljski meščani prosili, naj pride v mesto sam, brez vojakov, na sestanek; to je storil, kljub tveganjem. Prijaznega in zmernega prestolonaslednika Viljema, ki je zastopal monarhijo v Bruslju, so generalni stanovi 1. septembra prepričali, da je upravna ločitev severa in juga edina izvedljiva rešitev krize. Njegov oče je zavrnil pogoje prilagoditve, ki jih je predlagal princ Viljem. Kralj Viljem I. je poskušal vzpostaviti red s silo, vendar 8000 nizozemskih vojakov pod poveljstvom princa Friderika v krvavih uličnih bojih (23.–26. september) ni moglo ponovno zavzeti Bruslja.  Vojska se je umaknila v trdnjave Maastricht, Venlo in Antwerpen, in ko je severni poveljnik Antwerpna bombardiral mesto in trdil, da krši premirje, so bile celotne južne province razjarjene. Vsaka priložnost za zadušitev kršitve je bila izgubljena 26. septembra. Takrat je bil sklican nacionalni kongres, da bi sestavil ustavo. Ustanovljena je bila začasna vlada pod vodstvom Charlesa Latourja Rogierja. Začasna vlada je nato 4. oktobra 1830 izdala izjavo o neodvisnosti.

## Evropske sile in neodvisna Belgija
Na Londonski konferenci se je 20. decembra 1830 srečalo pet velikih evropskih sil: Avstrija, Združeno kraljestvo, Francija, Prusija in Rusija. Sprva so bile evropske sile razdeljene glede belgijskega krika po neodvisnosti. Napoleonove vojne so bile še sveže v spominu velikih evropskih sil, tako da ko so Francozi pod nedavno vzpostavljeno julijsko monarhijo podprli belgijsko neodvisnost, so druge evropske sile nepričakovano podprle nadaljnjo združitev nizozemskih provinc. Rusija, Prusija, Avstrija in Združeno kraljestvo so podprle Nizozemsko, saj so se bale, da bodo Francozi sčasoma priključili neodvisno Belgijo (zlasti Britanci: glej Flahautov razdelitveni načrt za Belgijo). Vendar na koncu nobena od evropskih sil ni poslala vojakov na pomoč nizozemski vladi, deloma zaradi uporov znotraj nekaterih svojih meja (Rusi so bili okupirani z novembrsko vstajo na Poljskem, Prusija pa je bila obremenjena z vojnim dolgom). Britanija pa je videla prednosti geografske izolacije Francije z novo ustanovitvijo nove belgijske tamponske države med Francijo, Nizozemsko in Prusijo. Iz tega razloga je Britanija na koncu sponzorirala ustanovitev Belgije.

## Nastop kralja Leopolda
Novembra 1830 je bil ustanovljen Nacionalni kongres Belgije, da bi oblikoval ustavo za novo državo. Kongres je odločil, da bo Belgija ljudska, ustavna monarhija. 7. februarja 1831 je bila razglašena belgijska ustava. Takrat pa še ni bilo nobenega dejanskega monarha.
Kongres je zavrnil obravnavo katerega koli kandidata iz nizozemske vladajoče hiše Orange-Nassau. Na koncu je kongres sestavil ožji izbor treh kandidatov, ki so bili vsi Francozi. To je pripeljalo do političnega nasprotovanja in Leopold Saxe-Coburg, ki je bil obravnavan v zgodnji fazi in je kandidaturo opustil zaradi nasprotovanja Francije, je bil ponovno predlagan. 22. aprila 1831 je k Leopoldu pristopila belgijska delegacija v hiši Marlborough, da bi mu uradno ponudila prestol. Sprva ni bil pripravljen sprejeti,  na koncu je sprejel ponudbo in po navdušenem ljudskem sprejemu na poti v Bruselj  je Leopold I. Belgijski 21. julija 1831 prisegel kot kralj.
21. julij se običajno uporablja za označevanje konca revolucije in začetka Kraljevine Belgije. Vsako leto se praznuje kot belgijski dan državnosti.

## Poosamosvojitev

### Desetdnevna akcija
Kralj Viljem ni bil zadovoljen z rešitvami, sestavljenimi v Londonu, in ni sprejel belgijske zahteve po neodvisnosti: to je razdelilo njegovo kraljestvo in drastično prizadelo njegovo državno blagajno. 2. avgusta 1831 je nizozemska vojska, ki so jo vodili nizozemski princi, vdrla v Belgijo, kar je postalo znano kot " desetdnevna kampanja ". 4. avgusta so nizozemske sile prevzele nadzor nad Antwerpnom in se pomaknile globlje v Belgijo. Belgijska vojska Meuse je bila poražena v bitki pri Hasseltu. 8. avgusta je Leopold pozval Francoze in Britance k podpori. Posledično je maršal Étienne Maurice Gérard 9. avgusta prestopil mejo s 70.000 francoskimi vojaki pod njegovim poveljstvom.
Bitka pri Leuvenu (kjer je kralj Leopold postavil svoj štab) se je začela 12. avgusta. Da bi se izognili vojni z bližajočimi se Francozi, so se Nizozemci dogovorili o premirju z Belgijo in se po kratkem prevzemu nadzora nad mestom umaknili. Medtem ko je zmagovita začetna kampanja dala Nizozemcem ugoden položaj v poznejših pogajanjih, so bili Nizozemci prisiljeni privoliti v premirje za nedoločen čas, čeprav so še naprej držali trdnjavo v Antwerpnu in občasno bombardirali mesto z nje. Gerard se je novembra 1832 vrnil v Belgijo z Armée du Nord in oblegal citadelo ter jo zavzel 23. decembra 1832. Viljem I. je zavračal priznanje belgijske države do aprila 1839, ko je moral pod pritiskom Londonske pogodbe popustiti in nerad priznati mejo, ki je bila z izjemo Limburga in Luksemburga v bistvu meja iz leta 1790.

### Londonska pogodba iz 1839
19. aprila 1839 je Londonska pogodba, ki so jo podpisale evropske sile (vključno z Nizozemsko), priznala Belgijo kot neodvisno in nevtralno državo, ki je obsegala Zahodno Flandrijo, Vzhodno Flandrijo, Brabant, Antwerpen, Hainaut, Namur in Liège ter polovico Luksemburga in Limburg. Nizozemska vojska pa je obdržala Maastricht in posledično je Nizozemska obdržala vzhodno polovico Limburga in njegova velika polja premoga.
Nemčija je pogodbo prekršila leta 1914, ko je 4. avgusta napadla Belgijo in zavrnila britanske proteste zaradi "kosca papirja". Britanija je istega dne napovedala vojno Nemčiji . 

### Oranžizem
Že leta 1830 se je začelo gibanje za ponovno združitev Belgije in Nizozemske, imenovano oranžizem (po nizozemski kraljevi barvi oranžni), ki je delovalo v Flandriji in Bruslju. Tudi industrijska mesta, kot je Liège, so imela močno oranžistično frakcijo. Gibanje je naletelo na močno neodobravanje oblasti. Med letoma 1831 in 1834 je bilo v tisku omenjenih 32 primerov nasilja nad oranžisti in leta 1834 je minister za pravosodje Lebeau prepovedal izražanje oranžizma v javni sferi, kar je bilo uveljavljano s strogimi kaznimi.